# 驴妈妈
驢媽媽旅遊網是總部位於中華人民共和國上海市的上海景域文化传播股份有限公司開設的一家旅遊網站，用戶可以在該網站購買景點門票、機票以及預定酒店住宿等業務。網站成立於2008年，創始人為洪清華。2016年2月，上海迪士尼公布首批30家合作旅行社，上海驴妈妈入选。
2024年1月，因此前部分公司拖欠驴妈妈母公司20多亿元款项，加上部分银行抽贷、断贷或变相收贷，造成其现金流动困难，驴妈妈因此暂停运营，其官网、APP、小程序等已不能正常使用。

## 外部連結
- 官方网站